# Centro Beira Mondego
O Centro Beira Mondego é uma associação de direito privado destinada à prossecução e desenvolvimento cultural de Santo Varão.
Fundado em 1 de Janeiro de 1925 por José Pereira Plácido; Manuel Gonçalves Rolim e Luís da Silva Matoso. A primeira sede localizou-se no rés-do-chão da casa de Isidro Pereira Plácido (irmão de José Pereira Plácido), onde se manteve cerca de 5 anos. Aí foi montado um pequeno teatro já com palco, bancadas, galerias e botequim. A segunda sede deveu-se à transferência, também por alguns anos, para um celeiro de Rosalina Martins Noronha, situado nas Ribas. A terceira sede foi edificada no local atual, em terreno oferecido por “Chiquinho de Eiras” e construída com material da época: “taipa e telha Marselha”. Esta sede derrocou em parte após o ciclone de 15 de Fevereiro de 1944. Novamente o povo da terra reergueu, desta vez com “pedra e cal”, o edifício atual, o qual tem vindo a sofrer ao longo dos anos algumas alterações interiores e exteriores.
Principais valências do CBM:
```
- Grupo de Teatro “Atrás do Pano”
```

- Rancho Folclórico 
- Espetáculos diversos;
- Convívio entre sócios.
Tem desenvolvido várias actividades na sua sede e em outros locais, sendo de destacar a sua participação na Feira do Arroz e da Lampreia e na Feira anual de Montemor-O-Velho.